# مارگریت ماتر
مارگریت ماتر (انگلیسی: Margrethe Mather؛ ۴ مارس ۱۸۸۶ – ۲۵ دسامبر ۱۹۵۲) یک عکاس اهل ایالات متحده آمریکا بود.